# Amiral (Canada)
Pour les articles homonymes, voir Amiral et Amiral (homonymie).

Insignes de amiral
Admiral

Dans la Marine royale canadienne des Forces armées canadiennes, le grade d'amiral (en anglais : Admiral) est le plus élevé et il correspond à celui de général dans l'Armée canadienne et l'Aviation royale canadienne. Il n'y a qu'un militaire qui porte le grade d'amiral ou de général au sein des Forces armées canadiennes et il occupe la position de chef d'État-Major de la Défense. Cependant, les anciens chefs d'État-Major qui accèdent à d'autres fonctions peuvent continuer à porter leur grade, cela a été notamment le cas avec le général Raymond Hénault qui est devenu le président du conseil militaire de l'OTAN et le général Maurice Baril qui est devenu le président de la commission d'enquête sur le décès de quatre soldats canadiens en Afghanistan. Depuis 2010, l'insigne de grade historique, similaire aux grades de la Marine royale, a été rétabli pour tous les officiers dans tous les uniformes.
| Précédé par Vice-amiral | Amiral | Suivi par Commandant en chef des forces armées Canadiennes |

## Insigne de grade - tenue de mess
Avant le rétablissement des grades historiques de la Marine canadienne, les officiers portaient l'uniforme de mess, avec les anciens grades de la Marine royale canadienne. Les grades suivent les normes de la Marine royale du Royaume-Uni.